# دادسرا و دادگاه عالی انتظامی قضات
دادسرا و دادگاه عالی انتظامی قضات نهاد نظارتی قوه قضائیه ایران بر رفتار و عملکرد قضات است. این دادسرا در کاخ دادگستری تهران قرار دارد. رئیس کنونی دادگاه عالی انتظامی قضات از مهر ۱۴۰۳ صادق رحیمی است. طبق قانون نظارت بر رفتار قضات مصوب هفدهم مهر ۱۳۹۰ می‌توان از قضات به دادگاه عالی انتظامی قضات، دادگاه عالی تجدیدنظر قضات، دادسرای انتظامی قضات، دادگاه عالی رسیدگی به صلاحیت قضات و دادگاه عالی تجدیدنظر رسیدگی به صلاحیت قضات شکایت کرد.

## دادسرا
روند رسیدگی به پرونده‌ها محرمانه است و تمام ابلاغیه‌ها به صورت حضوری به شاکی ابلاغ می‌شود و حق کپی برداری از هیچ‌کدام از اسناد پرونده را ندارد. در پرونده‌های خاص حتی اجازه مطالعه پرونده به شاکی داده نخواهد شد. زمان اولین پیگیری به شکایت شکات، سه ماه بعد از تاریخ وصول و به صورت تلفنی می‌باشد و فقط رسیدی به شاکی تحویل داده می‌شود که شماره پرونده و نام شاکی در آن قید می‌شود.
به دو صورت می‌توان علیه قاضی متخلف طرح شکایت کرد. اول با مراجعه به دفتر نظارت و ارزشیابی رفتار و عملکرد قضات، واقع در دادگستری استان مربوطه، و دوم با مراجعه حضوری به دادسرای انتظامی قضات واقع در تهران، زیرا در شهرستان‌ها دادسرا و دادگاه انتظامی وجود ندارد.
دفتر نظارت در واقع نماینده دادسرای انتظامی در هر استان است و با دریافت گزارش‌های مردمی و تخلفات قضات، پرونده‌ها را بررسی کرده و زمانی که تخلف برای آن‌ها محرز شده باشد، شکایت را طبق قانون به رئیس دادگستری استان ارجاع می‌دهد، تا آن را برای دادسرای انتظامی قضات ارسال کند.
حفاظت اطلاعات دادگستری استان، مرجع دیگری برای دریافت گزارش‌ها و شکایت‌های مردمی است. مطابق قانون نظارت بر رفتار قضات، این مراجع موظف به دریافت گزارش‌های مردمی هستند و در صورت نیاز باید شکایات را به صورت محرمانه بررسی کرده و نتیجه را با حفظ شئونات قاضی متخلف، برای دادسرای انتظامی ارسال کند.
بعد از مراجعه حضوری به دادسرای انتظامی قضات، چنانچه شکایت مسموع باشد، دادسرا برای تکمیل تحقیقات به دفتر نظارت یا حفاظت اطلاعات، نیابت قضایی می‌دهد. پس از تکمیل تحقیقات، اوراق و اسناد از استان مربوطه، برای دادسرای انتظامی ارسال می‌شود.
علاوه بر اصل ۱۷۱ قانون اساسی و مواد ۵۸ و ۵۹۷ قانون مجازات اسلامی، می‌توان به استناد قانون آیین دادرسی کیفری هم از قاضی متخلف شکایت کرد. مواد ۱۴ تا ۱۸ قانون نظارت بر رفتار قضات به تخلفات و جرائم قضات می‌پردازد. در صورتی که دادستان انتظامی تخلف را تشخیص دهد، ممکن است با دستور تعلیق موقت قاضی متخلف، پرونده را به دادگاه عالی انتظامی قضات، ارسال کند.

## دادگاه
دادگاه عالی انتظامی قضات در تهران تشکیل می‌شود و شمار شعب آن به تشخیص رئیس قوه قضائیه واگذار شده‌است. هر شعبه از این دادگاه دارای سه عضو یعنی یک رئیس و دو مستشار است و به اندازه کافی عضو معاون دارد که در غیاب هریک از اعضا به دستور رئیس دادگاه عالی انتظامی قضات، وظیفه وی را انجام می‌دهد؛ (ماده ۴ قانون نظارت بر رفتار قضات).
رئیس و مستشاران و عضوهای معاون دادگاه را رئیس قوه قضائیه از بین قضات دارای بالاترین پایه قضائی منصوب می‌کند و باید دارای دست کم ۲۵ سال سابقه کار قضائی باشند و در ده سال اخیر خدمت قضائی خود محکومیت انتظامی درجه سه یعنی کسر حقوق ماهانه تا یک سوم، از یک ماه تا شش ماه و بالاتر نداشته باشند (ماده ۵ قانون نظارت بر رفتار قضات).
رئیس شعبه اول این دادگاه، رئیس دادگاه عالی انتظامی قضات به‌شمار می‌رود (ماده ۳۴ همان قانون) که باید مجتهد جامع‌الشرایط باشد (ماده ۳ قانون مسئولیت قوه قضائیه مصوب ۱۳۶۶).
این قضات را مگر در موارد مشمول اصل ۱۶۴ قانون اساسی، نمی‌توان بدون تمایل آنها تغییر داد. روسای شعب دادگاه عالی انتظامی قضات در بالاترین گروه شغلی و مستشاران و اعضای معاون این دادگاه به ترتیب در یک گروه پایین‌تر قرار می‌گیرند (ماده ۵ قانون نحوه نظارت بر رفتار قضات و تبصره آن).

### صلاحیت دادگاه عالی انتظامی قضات
صلاحیت دادگاه عالی انتظامی قضات را می‌توان به چهار دسته بخش کرد:
- در پیوند با دارندگان پایه‌های قضائی:

رسیدگی به تخلفات و تقصیرات دارندگان پایه‌های قضایی، در هر مرتبه و مقامی که باشند، با کیفرخواست دادستان انتظامی قضات؛ رسیدگی به درخواست تعلیق دارنده پایه قضائی که مظنون به ارتکاب جرم باشد (به درخواست دادستان انتظامی قضات)؛ رسیدگی به ادعای تقصیر یا اشتباه قاضی (موضوع اصل ۱۷۱ قانون اساسی) و غیره در صلاحیت دادگاه عالی انتظامی قضات است.
همچنین چنانچه حکم قطعی یا قطعیت یافته بر محکومیت به مجازات انتظامی درجه پنج به بالا از دادگاه عالی صادر شده باشد و یکی از جهات اعاده دادرسی وجود داشته باشد، محکوم علیه می‌تواند از همین دادگاه درخواست اعاده دادرسی کند. در صورت تجویز اعاده دادرسی، به ماهیت درخواست اعاده دادرسی در همین دادگاه رسیدگی می‌شود (ماده ۳۷ قانون مذکور). افزون بر آن به ادعای تقصیر یا اشتباه قاضی در همین دادگاه رسیدگی می‌شود.
- در پیوند با وکلای دادگستری:

رسیدگی به تخلفات اعضای هیئت مدیره و اعضای دادگاه‌های انتظامی و دادستان و دادیاران انتظامی وکلا (با ارجاع رئیس قوه قضائیه یا دادستان کل کشور)؛ تجدیدنظر نسبت به آرای قابل تجدیدنظر صادره از دادگاه انتظامی وکلا؛ رسیدکی به شکایت متقاضیان پروانه وکالت یا کارآموزی وکالت نسبت به تصمیم کانون وکلا مبنی بر رد درخواست صدور پروانه و غیره نیز در صلاحیت دادگاه عالی انتظامی قضات است.
- در پیوند با کارشناسان:

رسیدگی به تخلفات اعضای دادگاه و دادستان انتظامی کانون کارشناسان رسمی (با ارجاع رئیس قوه قضائیه یا دادستان کل کشور) در صلاحیت دادگاه عالی انتظامی قضات است.
- رسیدگی به تخلف بعضی از اعضای هیئت‌های حل اختلاف مالیاتی:

دادگاه عالی انتظامی قضات در صورتی صلاحیت رسیدگی به تخلفات عضو هیئت‌های حل اختلاف مالیاتی را دارد که عضو تحت پیگرد، قاضی شاغل یا نماینده وزارت امور اقتصاد و دارایی باشد. در حقیقت، چنانچه عضو متخلف هیئت، قاضی بازنشسته باشد و همچنین در خصوص نمایندگانی مانند نماینده تشکل‌های صنفی، کانون وکلا و … به موجب ماده ۲۶۹ قانون مالیات‌های مستقیم مصوب ۱۳۶۶، تخلف با اعلام دادستان انتظامی مالیاتی، در محاکم دادگستری رسیدگی می‌شود.

## پیشینه
از زمان تشکیل عدلیه در ایران پس از انقلاب مشروطه، محکمه انتظامی قضات برای رسیدگی به تخلفات قضات تشکیل می‌شد. در سال ۱۳۱۳ در زمان وزارت عدلیه محسن صدرالاشراف لایحه‌ای برای تأسیس «دیوان شکوی» به مجلس شورای ملی داده شد که بنابر آن، می‌شد از قضات، صاحب‌منصبان ادارات مدعی عمومی (دادسرا)، مأمورین صلح و مأمورین دیگر دولت که به سمت نمایندگی مدعی‌العموم عمل کرده‌اند، عرض‌حال شکوی داده، تقاضای جبران خسارت کرد:
- در هر مورد که عامداً قرار یا حکمی بر خلاف قانون بنا حق صادر شده یا عمل دیگر بناحقی بر خلاف قانون عامداً شده باشد.
- در مورد هر تخلفی که قانون صریحاً متخلف را به جبران خسارت ملزم می‌کند.
- در مورد استنکاف از احقاق حق و با تأخیر در احقاق حق یا تأخیر در انجام وظیفه

مرجع رسیدگی به شکایات، هیئتی به ریاست وزیر عدلیه بود که از رئیس اداره کل تهیه قوانین، مدعی‌العموم دیوان‌عالی تمییز (دادستان کل کشور)، رئیس محکمه انتظامی و مقدم‌ترین رئیس شعبه تمییز از حیث سابقه خدمت در دیوان تمییز تشکیل می‌شد.
در سال ۱۳۳۱ با تصویب لایحه دیگری، سازمان دادسرای انتظامی قضات تشکیل شد. دادستان انتظامی قضات می‌بایست دارای پایه کمتر از ده نباشد و دستکم ۴۵ سال سن و بیست سال پیشینه خدمت قضائی داشته باشد و در ده سال اخیر خدمت خود محکومیت انتظامی از نوع چهار به بالا نداشته باشد.